# 유병희
유병희(兪炳姬, 1928년 ~ )는 대한민국의 성우이다. 기독교방송에서 《이 생명 다 하도록》이라는 작품의 해설자 및 주인공을 모집했을 때 선발한 연기자이다. 그 후 《현해탄은 알고 있다》의 해설을 성공해 독특한 해설법을 개척하고 해설을 연기상의 한 장으로 확립하기도 하였다. 무대극이나 영화에도 출연하였으며, 텔레비전 드라마에도 모습을 나타내었다.